# Lamarque (Río Negro)
Lamarque es una ciudad del departamento Avellaneda, en la provincia de Río Negro, Argentina,
Se encuentra al sudeste de la Isla Grande de Choele Choel dentro del Valle Medio del río Negro. Es un oasis agrícola regado con las aguas de dicho río, que forma en la zona un conjunto de islas.
Algunas personas destacadas de aquí son:Rodolfo Walsh ,Octavio Jesus Perez ,etc

## Historia y toponimia
El 9 de mayo de 1900, el Poder Ejecutivo Nacional creó por decreto una nueva población en el sureste de la isla de Choele Choel. En 1901 se encomendó al ingeniero Eliseo Schieroni la mensura y subdivisión de la isla en lotes rurales de 100 hectáreas, reservando cuatro para pueblo, según ley 817, de 1.876. Finalmente se eligieron las parcelas del actual emplazamiento y recibió el nombre de Pueblo Nuevo de la Colonia Choele Choel.
A fines de 1930 se comienza una construcción con la intención de poner en funcionamiento las oficinas de la Gobernación del Territorio Nacional del Río Negro, ya que Viedma había sido arrasada por una inundación en 1899 y estaba en duda que siguiera como ciudad capital.
Confusiones en los envíos de correspondencia dirigida a Choele Choel, motivaron el cambio de denominación. Se le impuso así el nombre de Lamarque, en homenaje al exjuez letrado del territorio de Río Negro, doctor Facundo Lamarque, designación que fue ratificada por decreto N.º 125.126/1 del 20 de julio de 1942. El Doctor Lamarque se había hecho cargo de la nueva sede del Juzgado de Choele Choel tras la mencionada inundación que destruyó Viedma.

## Población
Los resultados definitivos del censo 2010 arrojaron que el municipio posee 8 234 habitantes. La tasa de crecimiento demográfico con respecto al censo 2001 es 0,57%. Un dato destacado es su índice de masculinidad que fue de 101%, valor superior al de las ciudades mayores de 5 000 habitantes de la provincia. En el censo 2001 tenía 7 819 habitantes; y en el de 1991, 6 067 habitantes (Indec, 1991). La tasa de crecimiento había sido de 2,57%.
La planta urbana contó con 7,686 habitantes (Indec, 2010), lo que representó un incremento del 12,8% frente a los 6,813 habitantes (Indec, 2001) del censo anterior.

El censo 2022 arrojó 3.807 viviendas con una población estable de 9.949 habitantes en el municipio.
| Evolución de la población de Lamarque |
|                                       |
| Fuentes: INDEC                        |

## Clima
En enero, la temperatura llega a un máximo absoluto de 40 °C, con clima seco y soleado, y en julio llega a ser inferior a los -7 °C, con lluvias o nevadas y viento.

## Acceso
- Ruta Nacional 250

## Personajes Ilustres
En Lamarque nació el 9 de enero de 1927 el escritor y periodista Rodolfo Walsh, desaparecido el 25 de marzo de 1977.
También nació en Lamarque, en 1914, uno de los hombres más altos del mundo, Noel Berthe, quien llegó a medir 2,46 metros de altura.

## Fiesta Nacional del Tomate y la Producción
Anualmente en marzo: homenajea al hombre de que con su producción de tomate, y frutales hacen que esta localidad sea reconocida. En la misma se realizan Festivales con grupos importantes de la Argentina, y el divertimento llamado "tomatina".- A su vez se llevan a cabo concursos en embalaje de fruta.-

## Medios de comunicación
La ciudad cuenta con dos emisoras de frecuencia modulada -FM- Visión FM 100.5 MHz "La radio de la ciudad"   de gestión privada, y FM Urbana  "La Municipal"  87.9 MHz de gestión municipal.

## Parroquias de la Iglesia católica en Lamarque
| Diócesis  | Viedma            |
| --------- | ----------------- |
| Parroquia | María Auxiliadora |